# بلعربي خالد
 بلعربي خالد وُلد في 21 يونيو 1967، أستاذ بقسم التاريخ في كلية الآداب والعلوم الإنسانية جامعة الجيلالي اليابس - سيدي بلعباس. شارك بالتدريس في جامعة التكوين المتواصل، وجامعة تلمسان، وحالياً جامعة سيدي بلعباس. وقام بالتدريس منذ عام 2000 لطلبة قسم التاريخ وقسم علم النفس وقسم علم الاجتماع. وأصدر في هذا الشأن (18) مذكرة دراسية. له عشرات المقالات والأبحاث العلمية المنشورة في مواقع ومجلات ودوريات علمية مُحكمة. شارك بالحضور وبتقديم أوراق علمية في العديد من الملتقيات الوطنية والدولية وساهم في تنظيم بعضها. أشرف على عدد من رسائل الماجستير في مجال الدراسات التاريخية.

## المؤهلات العلمية
- شهادة البكالوريا آداب- تلمسان- 1987.
- شهادة الليسانس في التاريخ – وهران-1993.
- شهادة الدراسات النظرية فيما بعد التاريخ جامعة تلمسان 1995.
- شهادة الماجستير جامعة تلمسان 2000.
- شهادة الدكتوراه في التاريخ الوسيط. جامعة سيدي بلعباس 2004.
- شهادة التأهيل الجامعي في التاريخ 22 ديسمبر 2005 جامعة سيدي بلعباس.

## الإنتاج العلمي

### المقالات
- ملامح الحركة التعليمية في تلمسان في القرن 8 ھ. مجلة الآداب والعلوم الإنسانية العدد 2 جامعة سيدي بلعباس 2002.
- المدينة والمقاومة. سيدي بلعباس في مواجهة الاحتلال الفرنسي (1830-1847) منشورة في أعمال الملتقى الوطني حول تاريخ منطقة سيدي بلعباس خلال الفترة الاستعمارية. مكتبة الرشاد. سيدي بلعباس. سبتمبر 2003.
- طرق تدريس التاريخ في الثانوي منشورة في أعمال الملتقى الوطني حول «واقع تدريس التاريخ والجغرافيا في المنظومة التربوية» مجلة حوليات التاريخ والجغرافيا. العدد 1. السنة 2003.
- العلاقات الثقافية بيت تاهرت ومراكز الفكر في المغرب الإسلامي. منشورة في أعمال الملتقى الوطني الثاني حول الحركة الأدبية والنقدية في المغرب العربي حتى القرن 6هـ. مجلة الفضاء المغاربي العدد الثاني أبريل 2004. جامعة تلمسان.
- مقومات التدريس للإستاد الثانوي. مجلة تقويم العملية التعليمية. العدد الثالث. جامعة أبي بكر بلقايد تلمسان. جوان 2003.
- أضواء على الحركة العلمية بتلمسان في عهد بني زيان. مجلة الآداب والعلوم الإنسانية. العدد 3.جامعة سيدي بلعباس. أبريل 2004.
- دور الثورة الجزائرية في العجيل باستقلال تونس والمغرب.منشورة في أعمال الملتقى ألمغاربي حول «الأبعاد الحضارية للثورة الجزائرية» دار الغرب للنشر والتوزيع وهران، أبريل 2005.
- الطرق الصوفية وعلاقتها بحركة المقاومة الشعبية في الجزائر ضد الاستعمار الفرنسي، مجلة الآداب والعلوم الإنسانية والعلوم الاجتماعية، جامعة أبي بكر بلقايد، العدد 6، تلمسان جامعة 2005.
- الحياة السياسية في تلمسان في عهد ابن مرزوق الحفيد، مجلة الفضاء المغاربي، جامعة تلمسان، العدد الثالث، ديسمبر 2005.
- أضواء على الحركة الفكرية بتلمسان في عهد السلطان يغمراسن، مجلة الحوار الفكري، كلية الآداب والعلوم الإنسانية، جامعة قسنطينة، ديسمبر 2005.
- الحياة الثقافية بتلمسان في العهد العثماني، المجلة التاريخية للدراسات العثمانية، منشورات مؤسسة التميمي للبحث العلمي والمعلومات، تونس العدد 31، ديسمبر 2005.
- تساؤلات حول دور المدينة الجزائرية في مناهضة الاحتلال الفرنسي، المجلة التاريخية المغاربية (العهد الحديث والمعاصر) منشورات مؤسسة التميمي للبحث العلمي والمعلومات، تونس، العدد 121، مارس 2006.
- منهج الكتابة التاريخية عند مؤرخي المغرب الإسلامي في العصر الوسيط، مجلة الآداب والعلوم الإنسانية والاجتماعية، جامعة تلمسان، العدد العاشر، مارس 2006.
- قانون 23 فبراير 2005، مواقف الأطراف منه وإفرازاته، منشور في أعمال الملتقى المغاربي حول «سياسة التعذيب الاستعمارية إبان الثورة التحريرية وتداعياتها المعاصرة»، عدد خاص، مكتبة الرشاد للطباعة والنشر والتوزيع، سيدي بلعباس، ديسمبر 2006.
- العلاقات التجارية بين تيهرت ومراكز التجارة في المغرب والأندلس حتى أواخر القرن 3هـ، مجلة الآداب والعلوم الإنسانية، العدد 5 أبريل 2006، مكتبة الرشاد للطباعة والنشر والتوزيع، الجزائر سيدي بلعباس.
- نظرة الدكتور عبد الله شريط لتاريخ الجزائر الحديث، كتاب مختصر الجزائر نموذجا. منشور في أعمال الملتقى الوطني حول أعمال الدكتور عبد الله شريط الفكرية والفلسفية في ميزان الباحثين الجامعيين منشورات مخبر الدراسات التاريخية والفلسفية، جامعة منتوري قسنطينة، الطبعة الأولى، ذو القعدة 1428هـ - ديسمبر 2007 (عدد خاص)، مطبعة بغيجة، عين الباي قسنطينة.
- النشاط الثوري في منطقة سعيدة إبّان الثورة التحريرية (1954 – 1962)، المجلة التاريخية المغاربية (العهد الحديث والمعاصر)، منشورات مؤسسة التميمي للبحث العلمي والمعلومات تونس – العدد 131، مارس 2008.
- حركة التصوف بتلمسان في العهد الزياني (1235 – 1554) مجلة كتابات معاصرة للإبداع والعلوم الإنسانية، العدد السادس والستون، المجلد 17 (نوفمبر – ديسمبر) بيروت لبنان.
- ابن مرزوق الحفيذ مجلة الفقه والقانون العدد7 نوفمبر2008 الرباط المغرب.

### الدراسات
- الدولة الزيانية في عهد السلطان يغمراسن، دراسة تاريخية وحضارية 633-681هـ /1235-1282م، و.ن للطباعة تلمسان الطبعة الأولى ديسمبر 2005.
- دراسات وأبحاث في تاريخ الجزائر «الوسيط، الحديث والمعاصر» بالمشاركة مع أ. جيلالي بلوفة عبد القادر، دار العمدة للنشرة تلمسان الطبعة الأولى – ديسمبر 2008.
- دراسات في تاريخ الدولة الزيانية، حامل بيداغوجي موجه لطلبة السنة الثانية، سبتمبر 2002.
- المغرب الإسلامي من الفتح حتى قيام الدول المستقلة، حامل بيداغوجي موجه لطلبة السنة الثانية تاريخ سبتمبر 2003.
- المغرب الإسلامي من المرابطين إلى قيام الدول المستقلة عن الموحدين: الحفصيين، الزيانيين، المرينييين، حامل بيداغوجي موجه لطلبة السنة الثانية والرابعة تاريخ سبتمبر 2004.
- دراسات وأبحاث في التاريخ السياسي والاقتصادي والثقافي للمغرب الإسلامي في العصر الوسيط حامل بيداغوجي موجه لطلبة السنة الثانية تاريخ سبتمبر 2005.
- تطور التيار الصوفي في بلاد المغرب الإسلامي خلال عهد المرابطين، حامل بيداغوجي موجه لطلبة السنة الثانية والرابعة تاريخ: ديسمبر 2006.
- دراسات وأبحاث في تاريخ أوروبا العصور الوسطى، حامل بيداغوجي موجه لطلبة السنة الأولى تاريخ ديسمبر 2007.

## الملتقيات

### الملتقيات الوطنية
- المشاركة في الملتقى الوطني حول تاريخ منطقة سيدي بلعباس خلال المرحلة الاستعمارية 1830 -1954 يومي 12 و 13 نوفمبر 2001، قسم التاريخ، بمحاضرة عنوانها «المدينة والمقاومة سيدي بلعباس في مواجهة الاحتلال الفرنسي (1830 – 1847)».
- المشاركة في الملتقى الوطني حول واقع تدريس التاريخ والجغرافيا يومي 19-20 أبريل، المدرسة العليا للأساتذة في الآداب والعلوم الإنسانية، بوزريعة، الجزائر، بمحاضرة عنوانها «الطرق الممارسة لتدريس التاريخ في الطور الثانوي».
- المشاركة في الملتقى الوطني حول الحركة الأدبية والنقدية في المغرب العربي يومي 29-30 أبريل 2003، جامعة تلمسان، بمحاضرة عنوانها «العلاقات الثقافية بين تاهرت ومراكز الفكر في المغرب الإسلامي».
- المشاركة في الملتقى الوطني حول المشروع الثقافي الاستعماري في الجزائر 1830-1962 وتأثيراته المعاصرة أيام 8-9-10 ماي 2005، جامعة الأمير عبد القادر للعلوم الإسلامية بقسنطينة بمحاضرة عنوانها «الشيخ عبد الحميد بن باديس ودوره في مقاومة المشروع الثقافي الاستعماري الفرنسي بالجزائر 1913- 1940»
- المشاركة في الملتقى الوطني حول عبد الرحمن بن خلدون والكتابة التاريخية يومي 14-15 مارس 2006 بمحاضرة عنوانها «إسهام ابن خلدون في إدراك التاريخ من خلال كتابي المقدمة وتاريخ ابن خلدون» كلية الآداب والعلوم الإنسانية والاجتماعية، جامعة تلمسان، جمعية أساتذة تلمسان للعلوم والثقافة والرقي «الحباكية» تلمسان.
- المشاركة في الندوة العلمية حول اتفاقيات إيفيان (عبد النصر) يوم 18 مارس 2006، بمحاضرة عنوانها «نقاط ومبادئ حول اتفاقيات إيفيان» وزارة الشؤون الدينية والأوقاف، المركز الثقافي الإسلامي فرع تلمسان.
- المشاركة في الملتقى الوطني حول «المكتبات تسييرها وتنظيمها»19-20 أبريل 2006 بمحاضرة عنوانها «المكتبات ونظامها في التاريخ الإسلامي»، مديرية الثقافة لولاية معسكر.
- المشاركة في اليوم الدراسي حول أحداث ماي 1945 بين العبرة والذاكرة بمحاضرة عنوانها قراءة في أسباب مظاهرات 08 ماي 1945، مديرية الثقافة لولاية تلمسان بالتنسيق مع جمعية أستاذة جامعة تلمسان للعلوم والثقافة والرقي الحباكية جامعة تلمسان.
- المشاركة بمحاضرة في عيد الاستقلال الموسومة ب " المفاوضات الجزائرية الفرنسية والطريق إلى الاستقلال، المركز الثقافي الإسلامي، فرع تلمسان ودلك يوم 05-07-2006.
- المشاركة في الملتقى الوطني حول " الأمن في التاريخ الإسلامي" يومي 27-28 نوفمبر 2006 بمحاصرة عنوانها " دور الشرطة في استتباب الأمن بالمغرب الأوسط " العهد الزياني نموذجا" قسم التاريخ جامعة الأمير عبد القادر قسنطينة.
- المشاركة في الملتقى الوطني حول الصرع عبر التاريخ يومي 13-14 ديسمبر 2006 بمحاضرة عنوانها المظاهر الذهنية لعامة المغرب الأوسط، العصر الزياني نموذجا، جامعة الجيلالي اليابس سيدي بلعباس.
- المشاركة في الملتقى الوطني حول حضارة تلمسان عبر العصور يومي 12-13 جوان 2007 بمحاضرة عنوانها حركة التصوف بتلمسان في العهد الزياني – قسم التاريخ – كلية الآداب والعلوم الإنسانية والاجتماعية، جامعة تلمسان.
- المشاركة في الملتقى الوطني حول «حوار الحضارات» يومي 30 – 31 مارس 2008 بمحاضرة عنوانها: الحوار الثقافي بين الوطن العربي وأوروبا تباعد أم لقاء، من تنظيم مخبر أنثروبولوجية الأديان ومقارنتها، كلية الآداب والعلوم الإنسانية والاجتماعية، جامعة أبي بكر بلقايد – تلمسان.
- المشاركة في اليوم الدراسي حول " واقع القانون الدولي الإنساني في ظل المستجدات الراهنة: يوم 03 مارس 2008، بمداخلة عنوانها، الشراكة الأوروبية المتوسطة، من تنظيم قسم العلوم السياسية والعلاقات الدولية، كلية الآداب والعلوم الإنسانية، جامعة سيدي بلعباس.
- المشاركة في الملتقى الوطني حول «البوحميدي الولهاصي» يومي 23 – 24 أبريل 2008 بمحاضرة عنوانها «دور البوحميدي الولهاصي في إدارة دولة الأمير عبد القادر» من تنظيم كلية الآداب والعلوم الإنسانية، جامعة سيدي بلعباس بالتنسيق مع قطاع الثقافة بعين تيموشنت.
- المشاركة في الملتقى الوطني حول مالك ابن نبي مفكرا «يومي 15 – 16 أبريل 2008 بمحاضرة عنوانها قراءة في كتاب شروط النهضة لمالك ابن نبي» من تنظيم كلية الآداب والعلوم الإنسانية، جامعة سيدي بلعباس وبالتنسيق مع قطاع الثقافة بعين تيموشنت.
- المشاركة في اليوم الدراسي حول " مقتضيات التعديل الدستوري في ظل النظام السياسي الجزائري كأحد أوجه التحول الديمقراطي " يوم 05 ماي 2008 بمحاضرة عنوانها " مقتضيات التعديل الدستوري في الجزائر من تنظيم قسم العلوم السياسية والعلاقات الدولية، كلية الآداب والعلوم الإنسانية، جامعة سيدي بلعباس.
- المشاركة في الملتقى الوطني حول: " تاريخ منطقة تلمسان وأعلامها " يومي 16 – 17 جوان 2008 بمحاضرة عنوانها، الحركة العلمية بتلمسان في العهد الزياني " من تنظيم كلية الآداب والعلوم الإنسانية جامعة سيدي بلعباس وبالتنسيق مع مديرية الثقافة لولاية تلمسان.
- المشاركة في اليوم الدراسي التاسع حول «حوار الأديان» يوم 07 جويلية 2008 بمحاضرة عنوانها: «الحضارة العربية ودلالتها في إطار المستقبل العربي الأوروبي» من تنظيم مخبر أنتروبولوجية الأديان ومقارنتها، كلية الآداب والعلوم الإنسانية والاجتماعية، جامعة أبي بكر بلقايد – تلمسان.
- المشاركة في الملتقى الوطني حول المبايعة الأولى للأمير عبد القادر بمحاضرة عنوانها مقاومة الأمير عبد القادر في كتابات المؤرخين المغاربة السلاوي الناصري انموذجا مديرية الثقافة معسكر جامعة مصطفى إسطنبولي يومي26و27 ديسمبر2008.
- المشاركة في الملتقى الوطني الثاني حول منهجية البحث في العلوم الإنسانية والاجتماعية بمحاضرة عنوانها منهجية مؤرخي المغرب الإسلامي من خلال كتب التراجم من تنظيم مخبر البحوث والدراسات الاستشراقية في حضارة المغرب الإسلامي كلية الآداب والعلوم الإنسانية جامعة سيدي بلعباس يومي 3 و4 ديسمبر 2008.

### الملتقيات الدولية
- المشاركة في الملتقى الدولي حول الأديب أبي العباس احمد المقري التلمساني يومي 13-14 جوان 2001 بمحاضرة عنوانها «حياة المقري وبعض أثارة الفكرية» جامعة تلمسان.
- المشاركة في الملتقى الدولي المغاربي حول الأبعاد الحضارية للثورة الجزائرية يومي 11-12 جوان 2003 بمحاضرة عنوانها «دور الثورة الجزائرية في التعجيل باستقلال تونس والمغرب» قسم التاريخ، جامعة سيدي بلعباس.
- المشاركة في الندوة العلمية الدولية السادسة حول الأعمال الفلسفية والأدبية لعميد الفلاسفة الجزائريين الأستاذ عبد الله شريط، جامعة قسنطينة، أيام 17 - 18 ماي 2004 بمحاضرة عنوانها «نظرة الدكتور عبد الله شريط لتاريخ الجزائر الحديث».
- المشاركة في الملتقى الدولي حول المفكر جاك بيرك، الفكر والحركة، من 27 إلى 30 جوان 2005، كلية الآداب واللغات جامعة الجزائر، بمحاضرة عنوانها «التصوف وتجلياته في فكر جاك بيرك».
- المشاركة في الملتقى المغاربي حول سياسة التعذيب الاستعماري خلال الثورة التحريرية وتداعياتها المعاصرة يومي 29-30 نوفمبر 2005، جامعة سيدي بلعباس بمحاضرة عنوانها «قانون 23 فبراير 2005 الفرنسي، مواقف الأطراف منه وإفرازاته».
- المشاركة في الملتقى الدولي حول مناهج البحث في اللغة والآداب والعلوم الإنسانية والاجتماعية، أيام 13-14-15 ديسمبر 2005، بمحاضرة عنوانها «منهجية الكتابة التاريخية عند مؤرخي المغرب الإسلامي في العصر الوسيط» جامعة أبي بكر بلقايد تلمسان.
- المشاركة في الملتقى الدولي حول مناهج الترجمة (الأطر والاتجاهات) يومي 15-16 ماي 2006 بمحاضرة عنوانها «ترجمة المصطلح التاريخي، الفترة الوسيطية انموذجا» جامعة الجيلالي اليابس سيدي بلعباس.
- المشاركة في الملتقى المغاربي حول " المدينة والعنف أي علاقة يومي 18-19 ديسمبر 2006 بمحاضرة عنوانها " مظاهر العنف في تاريخ المغرب الوسيط " قسم علم الاجتماع، جامعة الجيلالي اليابس سيدي بلعباس.
- المشاركة في الملتقى الدولي حول قلعة بني حماد، ألف سنة من التأسيس أيام 09-10-11 أفريل 2007 قسم التاريخ كلية الآداب والعلوم الإنسانية، جامعة محمد بوضياف المسيلة بمحاضرة عنوانها البنية العمرانية لمدينة قلعة بني حماد.
- المشاركة في الملتقى الدولي حول العلامة الشيخ محمد بن يوسف السنوسي الحسني أيام 24 و25 و26 نوفمبر2008 بمحاضرة موسومة ب الحياة الثقافية في تلمسان عصر الشيخ السنوسي من تنظيم وزارة الشؤون الدينية والأوقاف الجزائر العاصمة.
- المشاركة في الملتقى الدولي حول أعلام سبتة في التاريخ الغربي والعلاقات السبتية الفاسية يومي 26 و27 نوفمبر2008 بمحاضرة عنوانها الحركة العلمية في سبتة في العهد المريني من تنظيم مخبر البحث في التراث المالكي بالغرب الإسلامي كلية الآداب والعلوم الإنسانية جامعة سيدي محمد بن عبد الله فاس المغرب.

## العضويات المهنية والعلمية
- رئيس مشروع ماجستير في التاريخ الوسيط الموسوم  تاريخ المغرب الأوسط الحضاري في العصر الوسيط " معتمد في أفريل 2007، ثم الإعادة في ماي 2008.
- عضو باحث في مخبر الدراسات الحضارية والفكرية، جامعة أبي بكر بلقايد تلمسان.
- رئيس اللجنة العلمية لقسم التاريخ، جامعة سيدي بلعباس منذ أكتوبر 2006.
- رئيس اللجنة البيداغوجية لطلبة السنة الرابعة تاريخ خلال السنة الجامعية 2007 – 2008.
- رئيس لجنة المداولات بالنسبة لمشروع ماجستير تاريخ المغرب الأوسط في العصر الوسيط.
- عضو باتحاد المؤرخين الجزائريين.
- عضو مؤطر ومشرف على مذكرات التخرج الليسانس والماجستير والدكتوراه في التاريخ.
- عضو مؤسس لجمعية أساتذة جامعة تلمسان للعلوم والثقافة والرقي. «الحباكية».
- الإشراف على تكوين أساتذة التعليم المتوسط بجامعة التكوين المتواصل تلمسان 2006-2007.
- رئيس مشروع بحث بعنوان «تاريخ المغرب الأوسط الحضاري في العصر الوسيط».
- معتمد ابتداء من 1 جانفي 2008 تحت رقم 002120070030.
- عضو باحث دائم في مخبر «البحوث والدراسات الاستشراقية في حضارة الغرب الإسلامي»
- عضو الهيئة الاستشارية في دورية كان التاريخية «إلكترونية، مُحكمة، ربع سنوية».
- عضو في اللجنة العلمية التقنية الخاصة بإعداد الأسئلة والتصحيح في مشروع الماجستير" تاريخ المغرب الأوسط الحضاري في العصر الوسيط.
- عضو في المجلس العلمي لمديرية الشؤون الدينية والأوقاف لولاية تلمسان.
- رئيس فرقة بحث بمخبر : تراث الغرب الإسلامي في دائرة المعارف الإسلامية والموسومة بالبحوث والدراسات الاستشراقية في حضارة الغرب الإسلامي.
- عضو ضمن هيئة تحرير مجلة الآداب والعلوم الإنسانية جامعة سيدي بلعباس العدد 6.
- منشط لحصص تاريخية علمية بإذاعة تلمسان المحلية ابتداء من سنة 2006 إلى يومنا هذا الموسومة ب أعلام ومعالم حول تاريخ تلمسان في العصر الوسيط.

## وصلات خارجية
* د. بلعربي خالد عضو في الهيئة الاستشارية بدورية كان التاريخية 
* د.بلعربي خالد، مقال بعنوان «المجاعات والأوبئة بتلمسان في العهد الزياني (698-845هـ/1299-1442م)»، مجلة الفسطاط
* بلعربي خالد، مقال بعنوان: «البنية العمرانية لمدينة قلعة بني حماد»
* بلعربي خالد، مقال بعنوان: «الأسواق في المغرب الأوسط خلال العهد الزياني».
* د.خالد بلعربي أستاذ التاريخ الإسـلامي بجامعة سيدي بلعباس، مقال بعنوان «ابن مرزوق الحفيد أحد نوابغ علماء المغرب الأوسط» 
* د.خالد بلعربي: دور الشرطة في استتباب الأمن بالمغرب الأوسط «العهد الزياني نموذجا»، مجلة الآداب والعلوم الإنسانية - جامعة الأمير عبد القادر للعلوم (العدد 10)